# Distretto di Aïn El Kebira
Il distretto di Aïn El Kebira è un distretto della provincia di Sétif, in Algeria.

## Comuni
Il distretto di Aïn El Kébira comprende 3 comuni:
- Aïn El Kebira
- Dehamcha
- Ouled Addouane